# シックス・ボルト
『シックス・ボルト』は、神野オキナによる日本のライトノベル。紙書籍版は電撃文庫（メディアワークス）、電子書籍版はアドレナライズより、2001年12月から2003年12月にかけて全3巻が刊行された。イラストは、緒方剛志（紙書籍版）・ivuki（電子書籍版）が担当。

## あらすじ
謎の異星人「管理者」から地球に押し付けられた戦争。異星人たちは異星を侵略する時に一定のルールの下で行うのを旨としていた。地球人は異星人「権利者」から貸与された武器を用いて「権利者」たちの代用存在と一定のルール下で戦わなければならない。人類が勝利をおさめれば星間文明「連合」の仲間入りができるが、負ければ「土地、文明、文化の所有権を奪われる」。地球の場合は、2016年1月1日から2018年12月1日まで世界中の様々な地域で予備戦を行った後、その翌日から2020年1月1日になる瞬間までを本戦として最終決戦を行い、どちらが勝者になるかを競う、というものだった。
世界中でランダムに選抜された17歳の少年少女たち。戦闘で死亡してもクローンとして蘇ることができる「誰も死なない」戦争。しかしそれは「死んでも逃げられない」戦争でもあった。貸与された作動原理すら定かではない強化装甲服をまとった彼らは凄惨な戦場に身を投じる。

## 登場人物

### 学生兵士
久遠院氷香（くおんいん ひさか）
銀髪の美少女。1巻で死亡。
間月螢（まづき けい）
氷香の親友で女子空手部主将。戦争で生き残ったが、軍に再志願する。

### C仕官
真永見由宇（まなみ ゆう）
氷香に告白したがふられた。
アイラ・クォエル
由宇に片思いしている。

### クローン
久遠院氷香
真永見由宇
由宇の予備として作られたが、オリジナルとは別人だと考えている。
真名川（まながわ）
戦争の記憶が無いため、他の学生兵士が見たことを知ろうと思い、軍に再志願する。

### 青い血
久遠院氷香
朝倉邦彦（あさくら くにひこ）
<青い血>の実質的リーダー。
蜷川沙世（にながわ さよ）
仲間を売ったため3巻で邦彦に殺される。

### 大人
黒原梨津絵（くろはら りつえ）
木戸蔵（きどくら）

## 用語
強化装甲服
異星人「権利者」が限定戦争を行うために地球人用に用意した兵器。戦場として指定された地域にあらかじめ埋設されている。機体の所々にボルトが設けられており、その数によって名称が変わる。何らかの条件が満たされることでボルトが自動的に脱落し、強力な能力を発揮するようになる。作品タイトルの「シックス・ボルト」は6本のボルトが配されたタイプの強化装甲服のこと。
聖痕者（スティグマズ）
戦いの渦中で強化装甲服のボルトを全て外した（外せた）人間。圧倒的な戦闘能力を持った超人となる。
C仕官
生後24時間以内に死んだ赤ん坊から作られたクローン。
青い血
異星人「権利者」によって強制的に再生されたクローン。政府によって作られたクローンと違い、オリジナルとクローンとの性格の違いが無い。

## 既刊一覧

### 紙書籍版
- 神野オキナ（著）・緒方剛志（イラスト）、メディアワークス〈電撃文庫〉、全3巻
  - 『シックス・ボルト』、2001年12月10日発売[1]、ISBN 4840219931
  - 『シックス・ボルトII』、2003年11月10日発売[2]、ISBN 4840225168
  - 『シックス・ボルトIII』、2003年12月10日発売[3]、ISBN 4840225478

### 電子書籍版
- 神野オキナ（著）・ivuki（イラスト）、アドレナライズ、全3巻
  - 『シックス・ボルト（1）』、2001年12月1日発売[4]、ASIN B07WTPW2LV
  - 『シックス・ボルト（2）』、2003年11月1日発売[5]、ASIN B07WSRYZVZ
  - 『シックス・ボルト（3）』、2003年12月1日発売[6]、ASIN B07WSRYLNP